# Eridolius similis
Eridolius similis là một loài tò vò trong họ Ichneumonidae.